# أندرو لورانس سومرز
أندرو لورانس سومرز هو سياسي أمريكي، ولد في 21 مارس 1895 في بروكلين في الولايات المتحدة، وتوفي في 6 أبريل 1949 في St. Albans, Queens ‏ في الولايات المتحدة. نشط حزبياً في الحزب الديمقراطي. وقد انتخب مندوب ‏ (1928 – 1928) وانتخب عضو مجلس النواب الأمريكي ‏.